# Carlos Contreras Labarca
Carlos Contreras Labarca (Bulnes, 25 de febrero de 1899 -  Santiago, 2 de agosto de 1982) fue un abogado y político chileno. Militante del Partido Comunista de Chile, fue secretario general de la colectividad, diputado, senador y ministro de Obras Públicas del gobierno de Gabriel González Videla.

## Biografía

### Primeros años
Fue hijo de Pablo Contreras López y Carolina Labarca. Se casó con Claudina Acuña Montenegro y tuvieron dos hijos: Elena y Mario.
Realizó sus estudios secundarios en el Liceo de Aplicación, luego ingresó a la Universidad de Chile, en donde se tituló de abogado el 5 de septiembre de 1924.
En el ámbito laboral, se desempeñó como abogado y secretario del 2° Juzgado del Crimen. Más adelante, fue dirigente de la Liga de los Derechos del Hombre y consejero de la Junta de Exportación Agrícola.

### Carrera política
Mientras era estudiante se sumó al Partido Comunista de Chile donde llegó a ocupar altos cargos hasta ser su secretario general en 1931, cargo que ejerció hasta 1946.
En 1925 fue elegido diputado por la Primera Circunscripción Departamental "Pisagua y Tarapacá", para el período 1926-1930. Fue proclamado por el Tribunal Calificador el 23 de abril de 1926, en lugar de Luis Alberto Cuevas, que funcionaba presuntivamente. En aquella elección se presentó bajo el Partido Unión Social Republicana de Asalariados.
En 1934 fue candidato a senador por la Cuarta Agrupación Provincial "Santiago" en elección complementaria tras la muerte del PS Eugenio Matte. Fue derrotado por el también socialista Marmaduke Grove.
Fue promotor de la creación del Frente Popular, coalición electoral de centroizquierda que apoyó a candidatura del radical Pedro Aguirre Cerda en la elección presidencial de 1938. En 1937 fue elegido diputado por la Primera Agrupación Departamental "Arica, Pisagua e Iquique". Integró la Comisión Permanente de Constitución, Legislación y Justicia;  y la de Relaciones Exteriores y Comercio; fue miembro de la Comisión Especial Investigadora de Irregularidades en la Explotación de las Guaneras Fiscales (1937); y miembro de la Comisión Especial que Estudió la Racionalización de la Economía (1937-1938). 
En 1941 fue elegido senador por la Cuarta Agrupación Provincial "Santiago", para el período 1941-1949. Integró la Comisión Permanente de Constitución, Legislación y Justicia; y la de Relaciones Exteriores y Comercio. Miembro de la Comisión Especial para Estudiar Compatibilidades (1941); y Comisión Mixta para Estudiar la Descentralización Administrativa (1947-1948).
Interrumpió su período parlamentario la cartera ministerial de Obras Públicas desde el 3 de noviembre de 1946 al 16 de abril de 1947, durante la administración de Gabriel González Videla. Tras salir del gobierno, recuperó su puesto en el Senado. A pesar de la promulgación de la Ley de Defensa Permanente de la Democracia en 1948, que proscribió a los comunistas, pudo concluir su período parlamentario, asistiendo a las sesiones hasta 1949.
En las elecciones parlamentarias de 1961, fue elegido senador para el período 1961-1969, por la Novena Agrupación Provincial "Valdivia, Osorno, Llanquihue, Chiloé, Aysén y Magallanes". Integró la Comisión Permanente de Gobierno; la de Obras Públicas; la de Hacienda; y la Comisión Mixta para Estudiar la Descentralización Administrativa. Fue miembro del Comité Parlamentario Comunista, entre los años 1961 y 1964.
Posteriormente, el presidente Salvador Allende lo designó embajador de Chile en la República Democrática Alemana, donde permaneció hasta después del golpe militar del 11 de septiembre de 1973. Regresó a Chile el año 1979.